# سیسورالین
| سامانه   | ردیف       | اشکوب       | سن (میلیون سال پیش) |
| -------- | ---------- | ----------- | ------------------- |
| تریاس    | پیشین      | ایندوئن     | → پس از آن          |
| پرمین    | لوپینجین   | چانگسینگین  | ۲۵۲٫۲–۲۵۴٫۱         |
| پرمین    | لوپینجین   | ووچیاپینگین | ۲۵۴٫۱–۲۵۹٫۸         |
| پرمین    | گوادالوپین | کاپیتانین   | ۲۵۹٫۸–۲۶۵٫۱         |
| پرمین    | گوادالوپین | ووردین      | ۲۶۵٫۱–۲۶۸٫۸         |
| پرمین    | گوادالوپین | رودین       | ۲۶۸٫۸–۲۷۲٫۳         |
| پرمین    | سیسورالین  | کونگورین    | ۲۷۲٫۳–۲۸۳٫۵         |
| پرمین    | سیسورالین  | آرتینسکین   | ۲۸۳٫۵–۲۹۰٫۱         |
| پرمین    | سیسورالین  | ساکمارین    | ۲۹۰٫۱–۲۹۵٫۰         |
| پرمین    | سیسورالین  | آسلین       | ۲۹۵٫۰–۲۹۸٫۹         |
| کربونیفر | پنسیلوانین | گژلین       | → پیش از آن         |

سیسورالین (انگلیسی: Cisuralian) در مقیاس زمانی زمین‌شناسی نخستین ردیف یا دور از دوره پرمین از دوران دیرینه‌زیستی از ابردوران پیدازیستی است که بازه زمانی ۰٫۱۵ ± ۲۹۸٫۹ تا ۰٫۵ ± ۲۷۲٫۳ میلیون سال پیش را در بر می‌گیرد.
سیسورالین در ستون چینه‌شناسی پس از دور پنسیلوانین از دوره کربنیفر و پیش از گوادالوپین جای دارد.
نام سیسورالین از دامنه‌های غربی رشته‌کوه اورال در روسیه و قزاقستان گرفته شده و اغلب به صورت غیررسمی مترادف با پرمین پیشین یا پرمین زیرین در نظر گرفته می‌شود.